# Señorío de Haro
El Señorío de Haro fue creado en 1093, con la donación de la villa de Haro en la comunidad autónoma de La Rioja (España) por parte de Alfonso VI de Castilla a Diego López I de Haro, señor de Vizcaya, quien incorporó el topónimo de la villa a su apellido. Muchos fueron los cambios de manos de este, recayendo en los reyes de Castilla o sus familiares, hasta la conversión en 1430 del señorío en el condado de Haro, entregado a Pedro Fernández II de Velasco.

## Señores
- Diego López I de Haro (1093-1124), tercer señor de Vizcaya
- Lope Díaz I de Haro (1124-1170), cuarto señor de Vizcaya. Durante bastante tiempo no pudo ejercer el señorío por encontrarse la zona ocupada por aragoneses partidarios de Alfonso I de Aragón, esposo de Urraca I de León y Castilla. Al fallecer esta, su hijo Alfonso VII de León volvió a reclamar Castilla, apoyado por Lope, apoderándose de La Rioja, para recompensarle Alfonso VII le confirmó en el señorío que le habían arrebatado.[2]
- Leonor Plantagenet (1170-1214?) Dice Domingo Hergueta que Haro la fue dada en dote al casarse con Alfonso VIII de Castilla.[3]

- Lope Díaz II de Haro (d.1217-1236), sexto señor de Vizcaya. Recuperó la posesión de la villa de Haro, gracias al apoyo que presto a Fernando III de Castilla para que se afianzase en el trono, tras el fallecimiento de Enrique I de Castilla en 1217.
- Diego López III de Haro (1236-d.1252), séptimo señor de Vizcaya. Alfonso X el Sabio le retiraba sus posesiones en La Rioja.
- Lope Díaz III de Haro, octavo señor de Vizcaya (m. c. 1282) Como su padre, siguió apoyando a Navarra, pero con el tiempo debió mejorar las relaciones con Alfonso, puesto que éste le confirmó sus privilegios sobre Haro.[4]

- Jaime de Castilla (c.1282-1284]). En 1275 moría Fernando de la Cerda, hijo primogénito de Alfonso X. Entonces el hijo y el hermano del fallecido, Alfonso de la Cerda y Sancho, se empezaron a disputar la sucesión del reino de Castilla. Lope Díaz III decidió apoyar a Sancho, que en un principio tenía también el apoyo de Alfonso X, pero en 1282 este pasó a apoyar a su nieto, privando a Lope del señorío de Haro, en favor del infante Jaime, quien moriría a los dieciocho años, por lo que es probable que no llegase a tomar posesión.[4]
- Lope Díaz III de Haro (c.1284-1288). Al fallecer Alfonso X el 4 de abril de 1284, Sancho fue nombrado rey de Castilla. Este estaba casado con María de Molina, hermana de la mujer de don Lope Díaz III, por lo cual, el señor de Vizcaya era cuñado del rey don Sancho. Esto dio a Lope un gran poder, nombrándole entre otros Mayordomo Real, junto con la devolución de Haro y el gobierno de toda la región, desde Burgos al Cantábrico.[4]
- Sancho IV de León y Castilla (1288-1295)
- Fernando IV de León y Castilla (1295-1312)
- Alfonso XI de Castilla (1312-c. 1334)
- Fadrique Alfonso de Castilla (c.1334-1342)
- Fernando Alfonso de Castilla (1342 - ?), señor de Ledesma, Béjar y otras villas e hijo ilegítimo de Alfonso XI de Castilla y de Leonor de Guzmán.[5]
- Pedro I de Castilla (? - 1366), dio el señorío a sus hijos Alfonso y luego a Fernando, que parece no llegarían a ejercer al fallecer muy jóvenes.
- Sancho de Castilla, I conde de Alburquerque (1366-1374)
- Enrique de Trastámara (1374-1379)
- Juan I de Castilla (1379-c.1386)
- Leonor de Alburquerque y Fernando I de Aragón (c.1386-1416)
- Juan II de Aragón (1416-1430)